# Ethylnicotinat
Ethylnicotinat ist ein Carbonsäureester aus Ethanol und Nicotinsäure. Es handelt sich außerdem um ein Pyridin.

## Synthese
Durch Oxidation von Chinolin mit Schwefelsäure in Gegenwart von Selen bei 300 °C entsteht Nicotinsäure. Durch Kochen des so entstandenen Reaktionsgemisches mit Ethanol kann die Säure direkt zu Ethylnicotinat verestert werden.

## Eigenschaften
Im menschlichen Körper wird Ethylnicotinat zu Nicotinsäure metabolisiert. Auf einige Insekten wirkt es als Lockstoff, beispielsweise Franliniella occidentalis.

## Verwendung
Ethylnicotinat ist in der EU unter der FL-Nummer 14.110 als Aromastoff für Lebensmittel zugelassen. Es eignet sich auch als Edukt für die Synthese von racemischem Nicotin.